# Бал (фильм)
«Бал» (фр. Le Bal, итал. Ballando Ballando) — музыкальный кинофильм режиссёра Этторе Скола, 1983 год, созданный на основе спектакля театра «Театр дю Кампаньоль» (Théâtre du Campagnol) Жан-Клода Паншена.

## Сюжет
Всё действие происходит в одном и том же парижском танцевальном зале на протяжении почти 50 лет. События французской истории с 1930-х до 1980-х годов, смена мод и привычек показаны исключительно языком музыки, танца, пластики и мимики. Ни одной реплики в фильме нет (что не помешало его выдвинуть на премию «Оскар» в номинации «Лучшая картина на иностранном языке»).
Фильм состоит из шести эпизодов из прошлого: 1936, 1940, 1944, 1946, 1956 и 1968 годы. Они обрамлены прологом и эпилогом, относящимися к 1983 году. В каждом эпизоде параллельно разыгрывается несколько драматических миниатюр.
В фильме заняты те же актёры, которые играли эту историю на сцене: 24 исполнителя представляют 140 персонажей.
В исторических эпизодах нашли отражение победа Народного фронта на парламентских выборах 1936 года и борьба с фашистским движением во Франции, оккупация и освобождение Парижа во время Второй мировой войны, колониальные войны 1950-х годов (прежде всего, Война за независимость Алжира), майские события 1968 года во Франции, смена мод в музыке, одежде, стиле поведения. Часть персонажей — сквозные, от эпизода к эпизоду эволюционируют их характеры и взаимоотношения; другие появляются только в одном эпизоде; третьи — как бы «вечные», нестареющие типажи (например, симпатичная, но очень застенчивая близорукая женщина, с которой никто не танцует).
В фильме множество реминисценций, отсылающих зрителя к классике французского кино и эстрады; например, в персонажах М. ван Спейбрука безошибочно угадываются киногерои Жана Габена.

## В ролях
В порядке появления на экране:
- Франческо де Роза[итал.] (Francesco de Rosa)

### Дамы
- Мартин Шовен (Martine Chauvin)
- Женевьева Рей-Паншена[фр.] (Geneviève Rey-Penchenat)
- Нани Ноэль (Nani Noel)
- Даниэль Рошар (Danielle Rochard)
- Раймон Юделин (Raymonde Heudeline)
- Лилиан Дельваль (Liliane Delval)
- Анита Пиккьярини (Anita Picchiarini)
- Моника Скаттини[итал.] (Monica Scattini)
- Шанталь Капрон (Chantal Capron)
- Россана ди Лоренцо (Rossana di Lorenzo)

### Кавалеры
- Мишель Тоти (Michel Toty)
- Оливье Луазо (Olivier Loiseau)
- Азиз Арбиа (Aziz Arbia)
- Режи Буке (Regis Bouquet)
- Кристоф Оллрайт[фр.] (Christophe Allwright)
- Франсуа Пик (Francois Pick)
- Арно Лекарпентьер (Arnault Lecarpentier)
- Жан-Клод Паншена[фр.] (Jean-Claude Penchenat)
- Этьен Гишар (Etienne Guichard)
- Марк Берман[фр.] (Marc Berman)
- Жан-Франсуа Перрье[фр.] (Jean-François Perrier)
- Мишель ван Спейбрук (Michel van Speybroeck)

### Сцены
- Пролог и эпилог (1983 год)
- 1936 — Победа «Народного фронта»
- 1940 — Война
- 1944 — Оккупация и освобождение
- 1946 — Jazz de Paris
- 1956 — Отцы и дети
- 1968 — Сорбонна на баррикадах

### Персонажи
Франческо де Роза (Francesco de Rosa)
- 1983 — хозяин заведения, (старичок)
- 1936 — гарсон
- 1940 — хозяин заведения
- 1944 — хозяин заведения
- 1946 — хозяин заведения
- 1956 — хозяин заведения
- 1968 — хозяин заведения

Мартин Шовен (Martine Chauvin)
- 1983 — девушка с огненными волосами, «Элизабет Тейлор»
- 1936 — девушка в шляпке с красным цветком
- 1940 — девушка в бежевом берете
- 1944 — девушка в светлой блузке
- 1946 — девушка в зелёном бархатном жакете
- 1956 — битница
- 1968 — студентка в сером плаще

Женевьева Рей-Паншена (Genevieve Rey-Penchenat)
- 1983 — бизнес-леди
- 1936 — аристократка в мехах, аллюзия на Габи Гулд из «Пепе ле Моко»
- 1940 — дама с фамильным серебром
- 1944 — женщина в бело-зелёном платье, тёмном жакете
- 1946 — девушка в круглых очках
- 1956 — бабетта в голубом
- 1968 — х

Нани Ноэль (Nani Noel)
- 1983 — брюнетка-эмансипе
- 1936 — цыганка Инес из «Пепе ле Моко»
- 1940 — молодая еврейка
- 1944 — молодая еврейка
- 1946 — рыжая девица
- 1956 — бабетта в розовом
- 1968 — студентка с серой кофтой на плечах

Даниэль Рошар (Daniell Rochard)
- 1983 — нервная девушка в сиреневом
- 1936 — девушка со шляпной коробкой
- 1940 — скрипачка
- 1944 — девушка в красно-белой кофточке
- 1946 — длинноволосая блондинка, «Вероника Лейк»
- 1956 — бабетта в кремовом
- 1968 — студентка с рыжим шейным платком

Раймон Юделин (Raymonde Heudeline)
- 1983 — расчётливая дама в красном
- 1936 — работница
- 1940 — женщина с листовками
- 1944 — женщина в тёмно-красном
- 1946 — женщина в тёмном
- 1956 — веселая мамаша
- 1968 — х

Лилиан Дельваль (Liliane Delval)
- 1983 — интеллигентная дама в синем, «Симона Синьоре»
- 1936 — девушка с распущенными волосами
- 1940 — х
- 1944 — алкоголичка с кошкой
- 1946 — х
- 1956 — «Анни Жирардо»
- 1968 — интеллигентная дама в синем

Анита Пиккьярини (Anita Picchiarini)
- 1983 — дама в парике
- 1936 — девушка в полосатой кофточке
- 1940 — женщина с вязанием
- 1944 — женщина в сером пальто
- 1946 — х
- 1956 — маменькина дочка
- 1968 — девушка за ударной установкой

Моника Скаттини (Monica Scattini)
- 1983 — девушка, которую никто не приглашает на танец
- 1936 — близорукая девушка с Cinemond
- 1940 — близорукая девушка, отказавшая в танце немецкому офицеру
- 1944 — близорукая девушка с Cinevie
- 1946 — девушка, которую никто не приглашает на танец
- 1956 — близорукая девушка с Cinemond
- 1968 — х

Шанталь Капрон (Chantal Capron) — «Марлен Дитрих»
- 1983 — дама в кружевах
- 1936 — модница в платье в цветочек
- 1940 — решительная женщина в клетчатом пальто
- 1944 — женщина в коричневой шляпке
- 1946 — «Джинджер»
- 1956 — женщина в сером
- 1968 — х

Россана ди Лоренцо (Rossana di Lorenzo)
- 1983 — х
- 1936 — консьержка при туалете («мадам Пипи»)
- 1940 — х
- 1944 — консьержка
- 1946 — консьержка
- 1956 — х
- 1968 — х

Мишель Тоти (Michel Toty)
- 1983 — артист
- 1936 — рабочий-коммунист
- 1940 — х
- 1944 — герой Сопротивления
- 1946 — пижон с бабочкой
- 1956 — весёлый папаша
- 1968 — х

Оливье Луазо (Olivier Loiseau)
- 1983 — клерк
- 1936 — молодой наборщик
- 1940 — х
- 1944 — молодой человек в голубой рубашке
- 1946 — американский солдат-очкарик
- 1956 — любитель кофе
- 1968 — студент в рыжей рубашке

Азиз Арбиа (Aziz Arbia)
- 1983 — улыбчивый
- 1936 — «Чарли Чаплин»
- 1940 — х
- 1944 — студент-очкарик в жилетке
- 1946 — американский солдат-трубач
- 1956 — молодой араб
- 1968 — студент в сером плаще

Режи Буке (Regis Bouquet)
- 1983 — жлоб-мачо
- 1936 — хозяин заведения
- 1940 — х
- 1944 — толстяк в подтяжках
- 1946 — старый ворчун
- 1956 — националист из OAS
- 1968 — х

Кристоф Олрайт (Christophe Allwright)
- 1983 — красавчик-нарцисс
- 1936 — начинающий писатель
- 1940 — х
- 1944 — парень в кепке с жёлтым цветком
- 1946 — крашеный блондин
- 1956 — 2-й битник/гризер
- 1968 — студент с саксофоном

Франсуа Пик (Francois Pick)
- 1983 — журналист
- 1936 — человек в светлом костюме
- 1940 — х
- 1944 — молодой человек в коричневом костюме
- 1946 — молодой человек в красной рубашке с белыми полосками
- 1956 — интеллигент у стойки
- 1968 — студент с горящей газетой

Арно Лекарпентьер (Arnault Lecarpentier)
- 1983 — провинциал
- 1936 — подмастерье
- 1940 — студент с велосипедом
- 1944 — юноша в синей безрукавке
- 1946 — молодой человек в сине-белом свитере
- 1956 — маменькин сынок
- 1968 — студент в коричневой кожаной куртке

Жан-Клод Паншена (Jean-Claude Penchenat)
- 1983 — фат
- 1936 — фашист-франсист из «огненных крестов»
- 1940 — старик-профессор
- 1944 — танцор-очкарик в сером костюме
- 1946 — «Фред»
- 1956 — танцор в белых штиблетах
- 1968 — студент в чёрном бушлате

Этьен Гишар (Etienne Guichard)
- 1983 — профессор
- 1936 — студент Сорбонны
- 1940 — х
- 1944 — молодой человек в сером костюме
- 1946 — x
- 1956 — солдат экспедиционного корпуса
- 1968 — студент с электрогитарой; профессор (2 роли)

Марк Берман (Marc Berman)
- 1983 — пройдоха, секс-маньяк
- 1936 — нувориш
- 1940 — тыловая крыса
- 1944 — коллаборационист
- 1946 — спекулянт
- 1956 — 1-й битник/гризер — «Элвис»
- 1968 — х

Жан-Франсуа Перрье (Jean-Francois Perrier)
- 1983 — застенчивый
- 1936 — влюблённый в берете
- 1940 — х
- 1944 — немецкий офицер
- 1946 — х
- 1956 — неудачливый ухажёр
- 1968 — х

Мишель ван Спейбрук (Michel van Speybroeck) — «Жан Габен»
- 1983 — х
- 1936 — мужчина из далека (Пепе ле Моко из одноимённого фильма)
- 1940 — х
- 1944 — мужчина с гвоздикой
- 1946 — человек в шляпе
- 1956 — «комиссар Мегре»
- 1968 — х

## Музыка, прозвучавшая в фильме
(В приблизительном порядке)
пролог (1983 год)
1. Le bal — композитор В. Косма
  1. J’attendrai (Poterat-Olivieri) — Раймон Лефевр со своим оркестром
  2. Et maintenant (Becaud)[фр.] — Каравелли со своим оркестром
  3. Les plaisirs demodes (Aznavour — G.Garvarents) — Шарль Азнавур
  4. Mujer de Sevilla (J.Chanzol), пасодобль — Pepe Munez
  5. Jalousie — Цыганское танго (Gade)[англ.] — Y.Malendo
  6. La paloma — Primo Corchia. Популярная испанская/латиноамериканская песня, созданная ещё в 1860-е годы
  7. Le denicheur обработка В. Косма

1936 год — Valse, Java du bal et Intermede
1. Le denicheur (Léo Daniderff[фр.]), песня 1912 года
2. Попурри из вальсов-мюзетов[фр.] (Le Dénicheur — Le Bal — Encore un petit verre de vin — Le Dénicheur)
3. Попурри из танца «жава́[фр.]» (La Plus Bath Des Javas — Le Bal — La Belote — Java De Concert — La mazurka de Chopin)
4. Le bal (интерлюдия фортепьяно) — композитор В. Косма
5. Danse du tapis (Y’a de la joie — Tout va très bien Madame la Marquise — C’est à boire qu’il nous faut — Les Montagnards — Quand On Se Promène Au Bord De L’eau — Auprés De Ma Blonde — Le P’tit Quinquin — Le Bal — Le P’tit Quinquin — A La Tienne Etienne — Son Voile Qui Volait — Le Bal — Boire Un Petit Coup)
6. Попурри из полек (Les Triolets — Les Perles De Cristal)
7. Попурри из вальсов (La Valse brune — Au Plaisir des bois — Le Bal)

1940 год
1. Parlami d’amore Mariu — Витторио Де Сика, итальянская песня 1932 года
2. Попурри 1940:
3. J’attendrai — Рина Кетти
4. Oh! Catarinetta — Тино Росси
5. Nous irons pendre notre linge sur la ligne Siegfried[фр.] — Ray Ventura et son Orchestra (французская версия популярной песни 1939 года We're Going to Hang out the Washing on the Siegfried Line)
6. Lili Marleen — Лале Андерсен
7. Piloten — Лале Андерсен (это некоторый анахронизм, потому что песня была записана в 1942 году [1])
8. Sérénade sans espoir — Рина Кетти

1944 год
1. Danse du tapis а la liberation:
  1. Fleur de Paris[фр.] — Морис Шевалье, песня 1944 года, символ освобождения Франции
  2. Tha-Ma-Ra-Boum-Di-Hé[англ.] (Henri J. Sayers)
  3. Ah!Les Fraises Et Les Framboises
  4. Paso Doble — La plus bath des javas

1946 год
1. Le bal — композитор В. Косма
2. In the mood — Jazz de Paris. Песня Глена Миллера 1940 года
3. Intermede — Medley Du Couple Dansant:
  1. Top Hat
  2. Let’s Face The Music And Dance
  3. Harlem Nocturne
4. Shuffle blues — Каунт Бейси
5. Le bal (интерлюдия фортепьяно) — композитор В. Косма
6. Boogie blues — песня Count Basie Orchestra
7. La Vie en rose — песня Эдит Пиаф 1946 года
8. Amour, castagnettes et tango — песня Глории Ласло и Мирей Матьё

1956 год
1. Si tu vas а Rio — песня Дарио Морено 1959 года
2. Hernando’s hideaway
3. Попурри samba bayon:
  1. Brazil — Le Bal —
  2. El Negro Zumbon
4. Tutti Frutti — классика рок-н-ролла 1956 года
5. Only you — песня группы The Platters
6. Le bal (интерлюдия фортепьяно) — композитор В. Косма

1968 год
1. Марсельеза — Django Reinhardt, Stephane Grapelli
2. Michelle — песня The Beatles 1965 года

1983 год (эпилог)
1. T’es OK — песня Ottawan 1980 года
2. Finale:
  1. Que reste-t’il de nos amours? "I wish you love" /англ. версия/
  2. J’attendrai — Raymond Lefevre et son Orchestre[2]

## Награды
- «Серебряный медведь» и премия читательского жюри «Берлинер Моргенпост» на Берлинском кинофестивале 1984 г.
- Премия «Сезар» 1984 г. (за лучшую режиссуру, лучший фильм и лучшую музыку)
- Премия «Давид ди Донателло» 1984 г. («Давид» за лучшую режиссуру, лучший монтаж и лучшую музыку; премия «Алиталии»)
- Номинация на премию «Оскар» 1984 г. (лучший иноязычный фильм)